# Boutros Kassis
Boutros Kassis (ur. 1975) – duchowny Syryjskiego Kościoła Ortodoksyjnego, od 2022 arcybiskup Aleppo.

## Episkopat
Sakrę otrzymał 10 kwietnia 2019 i od tej pory był biskupem pomocniczym syryjskiego Patriarchatu Antiocheńskiego z obowiązkami wikariusza patriarszego Aleppo.
27 lipca 2022, dziewięć lat po porwaniu i zaginięciu arcybiskupa Grzegorza, archidiecezja Aleppo została formalnie uznana za wakującą. 3 września, po spotkaniu z duchowieństwem i świeckimi archidiecezji, patriarcha Ignacy Efrem II mianował wikariusza patriarszego Boutrosa na nowym pełnoprawnym jej ordynariuszem.